# Mario Peláez Bazán
Mario Francisco Peláez Bazán (Chachapoyas, Amazonas, 17 de septiembre de 1913 -  Lima, 11 de enero de 1992) fue un abogado, poeta, escritor, profesor universitario y político peruano.

## Biografía
Nació en el distrito de Chuquibamba en la Provincia de Chachapoyas, Amazonas, hijo de Eleuterio Peláez Portocarrero y Celia Bazán Velásquez.
Realizó sus estudios escolares en el Colegio San Ramón de Cajamarca. 
Ingresó a la Facultad de Letras de la Universidad Nacional de Trujillo y luego se trasladó a la Facultad de Derecho de la Universidad Nacional Mayor de San Marcos, en la cual obtuvo el título de Abogado.
Ingresó a trabajar a la Corte Superior de Justicia de Chachapoyas en 1943 como secretario. Luego fue nombrado como Fiscal de la Corte Superior hasta 1962.
Se casó con Matilde Amelia Bardales Monzante, con quien tuvo seis hijo.
En las elecciones generales de 1945 fue elegido como diputado por la provincia de Rodríguez de Mendoza de Amazonas por el APRA.
De 1963 a 1975 fue director de la Biblioteca Pública de la Cámara de Diputados.
En 1978 fue elegido como diputado de la Asamblea Constituyente. En 1982 fue elegido como magistrado del Tribunal de Garantías Constitucionales, cargo que ocupó hasta 1991. Fue elegido presidente del Tribunal 1987-1988. 
Falleció en 1992, fue sepultado con Honores de Ministro de Estado.

## Publicaciones

#### No ficción
- Hacia la Justicia Constitucional (1984)
- El Tribunal de Garantías Constitucionales y un anteproyecto de su Ley Orgánica (1980)
- Los valores de la nueva Constitución Peruana (1980)
- El diccionario del Santo Oficio de la Inquisición (1974)
- Haya de la Torre y la unidad de América Latina (1972)
- El concubinato y la necesidad de legalizarlo (1938)

#### Literatura
- Alma en flor (1942)
- Luceros del alba
- Lirios del Campo
- Poemas en la Ruta
- Ternuras en la Ruta (1988)[3]
- Monseñor Octavio Ortiz Arrieta, pastor de la Fe

## Reconocimientos
- Orden El Sol del Perú
- Medalla de Honor del Congreso de la República del Perú